# السوق الجديد
سوق الجديد هي إحدى مدن الجمهورية التونسية، وتقع في ولاية سي بوزيد.على الطريق الرابطة بين سي بوزيد والمكناسي وتبعد عن مركز الولاية 14كلم تقريبا ، وكانت بها معتمدية في سنة 1992م. وكانت تسمى قديما سوق البطومات ، ويبلغ عدد سكان هذه البلدية ، التي تبلغ مساحتها 346.3 كيلومتر مربع ، مايقارب 23.211 نسمة اعتبارًا من عام 2020.